# Деречо

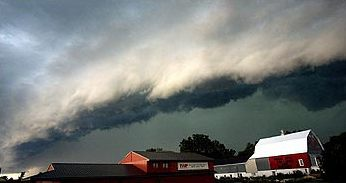
Грозовой воротник во время деречо в Миннесоте

Деречо (исп. derecho [deˈɾetʃo], «прямой») — название прямолинейной бури в США, связанной с наземными мощными грозами, обладающими способностью быстро преодолевать большие расстояния. Деречо является обширным долгоживущим штормом, который связан с быстрым перемещением зоны ливней и гроз. В России это явление называют линией шквалов, которая предваряет прохождение активных холодных фронтов. Однако в Северной Америке такие явления имеют бо́льшую интенсивность.
Деречо может образовывать мощные ураганные ветры, торнадо, ливневые дожди и внезапные подтопления. В большинстве случаев, образуемые конвекцией ветры образуют дугообразную форму облаков в виде линии шквалов, часто формируясь в зоне отклонения ветра в верхних слоях тропосферы, в зоне низкоуровневой адвекции теплого воздуха и низкой влажности. Они быстро двигаются в направлении движения связанных с ними штормов, подобно шкваловому вороту, за исключением того, что ветер сохраняется и усиливается за атмосферным фронтом, часто превосходя силу урагана. Они часто существуют в течение многих часов, а иногда и нескольких дней.
Деречо формируется, как правило, летом, в Северном полушарии, в зонах умеренно-сильной нестабильности и умеренно-сильного вертикального смещения ветров. Они могут формироваться в любое время года и времени суток, как днем, так и ночью.

## Этимология
Слово «деречо» происходит от испанского слова в форме прилагательного, что означает «прямой» или «ровный», в отличие от торнадо, являющегося «закрученным столбом воздуха». Это слово впервые было использовано в Американском метеорологическом журнале в 1888 году Густавом Детлефом Хинрихсом в статье, описывающей это атмосферное явление и опирающееся на случай деречо, зафиксированного в штате Айова 31 июля 1877 года.

## Формирование
Организованные зоны грозовой активности усиливают уже сложившиеся фронтовые зоны и могут обгонять холодные фронты. Результирующая мезомасштабная конвективная система (MCS) формируется в точке наибольшего отклонения верхнего уровня в ветровом графике в зоне лучшего притока низшего уровня. Затем конвекция смещается к востоку и к экватору в теплый сектор, параллельно линиям толщины на нижних уровнях со средним тропосферным потоком. Когда конвекция является сильной линейной или криволинейной, MCS называется линией шквалов с особенностью, расположенной впереди зоной значительного смещения ветра и повышенного давления.
Классическое деречо — это линии шквала, образующие форму лука или наконечника копья на метео-радаре. Линии шквалов обычно изгибаются из-за формирования мезомасштабной системы высокого давления, которая формируется в пределах зоны дождей по восходящей линии. Эта зона высокого давления формируется из-за мощного нисходящего движения по линии шквала и может иметь форму нисходящего порыва. Размер «лука» может быть разным, а бури, связанные с «луком», могут ослабнуть и развиться снова.
В холодное время года в Северном полушарии деречо обычно формируется по схеме юго-западных ветров на средних уровнях тропосферы в среде с низкой или средней атмосферной нестабильностью (вызванной высокой температурой и влажностью, у земной поверхности или прохладным воздухом, движущейся вверх и измерение. потенциальной энергии) и высоких значений вертикального смещения ветра (20 м/с, 72 км/ч).
В теплый сезон в Северном полушарии формируются потоки ветра с запада на северо-запад в средних слоях тропосферы с умеренным и высоким уровнем нестабильности. Деревья формируются в среде с низкой адвекцией теплого воздуха и высокой влажностью.

## Классификация
Распространенное определение деречо — это грозовой комплекс, создающий разрушающую полосу ветров не менее 400 км (250 миль), с концентрированной областью конвективных порывов ветра, превышающих 25,5 м/с (92 км/ч; 50 узлов; 57 миль в час). Согласно критерию Национальной метеорологической службы (NWS), местность классифицируется как группа штормов с ветрами не менее 25,5 м/с (92 км/ч; 50 узлов; 57 миль в час) на всем протяжении штормового фронта. Существует не менее шести часов.
Деречо обычно обладают высокой или быстро нарастающей скоростью движения. Они имеют характерный вид на радаре (известный как носовой эхо-сигнал) с несколькими уникальными особенностями, такими как заднее входное отверстие, и вихри на заглушке, и обычно они проявляют два или более нисходящих выброса.
Существует 4 типа:
Последовательное деречо — этот тип обычно ассоциируется с очень глубоким минимумом.
Однолучевое деречо — очень большое эхо в виде «лука» протяженностью около 400 км (250 миль) или выше. Этот тип встречается реже, чем мультилучевой. Примером однолучевого дерече является событие, которое произошло во время североамериканского штормового комплекса в октябре 2010 года.
Мультилучевое деречо — несколько деречо встроенные в большой линии шквалов обычно составляет около 400 км (250 миль). Одним из примеров является деречо, произошедшее во время «Бури века» 1993 года во Флориде. Из-за формирования суперячейки могут появляться торнадо. Это гораздо более распространенный тип деречо, чем одинарный.
Прогрессивное деречо — гроза принимает форму лука и может распространяться на сотни миль по неподвижным фронтам. Примеры этого: «ураган Элвис» в 2003 году, канадское деречо 4-5 июля 1999 г . Формирование торнадо менее распространено в прогрессивном, чем в мульти типе.

## Распространение
Деречо в Северной Америке формируются преимущественно с апреля по август, с пиком частоты с мая по июль. В это время года лозунги в основном «обитают» на Среднем Западе Соединенных Штатов и во внутренних горах США, чаще всего в Оклахоме и через долину Огайо. В середине лета, когда горячая и влажная воздушная масса покрывает северо-центральную часть США, они часто развиваются дальше на север, в Манитобу или Северо-Западном Онтарио, иногда значительно севернее границы между Канадой и США.

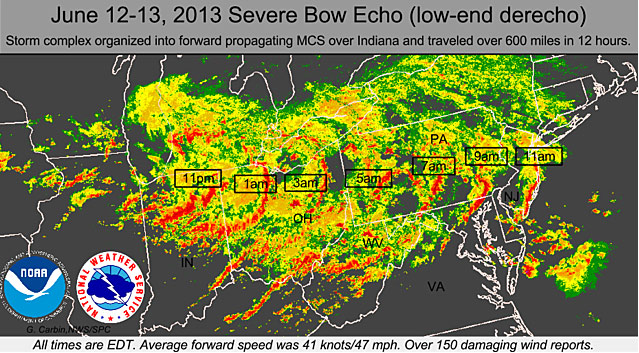

Северная Дакота, Миннесота и Верхний Мичиган также уязвимы для штормов, когда такие условия существуют. Они часто возникают вдоль стационарных фронтов на северной периферии, где существует сильнейший пузырь тепла и влажности. Поздние деречо обычно относятся к Техасу и дальнему югу, хотя поздние летние деречо ударили по верхним районам штата Нью-Йорк после полуночи 7 сентября 1998 года. Деречо теплого сезона более нестабильно, чем их аналоги холодного сезона, в то время как прохладные сезонные деречо имеют больший сдвиг, чем их аналоги из теплого сезона.
Хотя эти штормы чаще всего случаются в Северной Америке, иногда они могут возникать и в других частях света, причем в некоторых районах часто. За пределами Северной Америки их называют по-разному. К примеру, в Бангладеш и близлежащих частях Индии шторм, известный как «норвестер», может быть прогрессирующим деречо. Одно из таких произошло 10 июля 2002 года в Германии : в результате восемь человек погибли и 39 были ранены неподалёку от Берлина. Деречо встречаются на юго-востоке Южной Америки (особенно в Аргентине и южной Бразилии) и в Южной Африке, а в отдельных случаях — вблизи или севернее 60-й параллели на севере Канады. В основном это явление средних широт, деречо встречается в бассейне Амазонки в Бразилии. 8 августа 2010 года деречо ударило по Эстонии и сорвало башню церкви Вяйке-Мааров. Иногда деречо встречаются и в Китае.

## Разрушение
В отличие от других гроз, которые обычно можно услышать на расстоянии при приближении, деречо ударяют внезапно. В считанные минуты может возникнуть очень сильный ветер, достаточно сильный, чтобы опрокинуть дорожные знаки и свалить большие деревья. Эти ветры сопровождаются ливневым дождем и частыми молниями со всех сторон. В таких условиях ездить небезопасно, особенно ночью. Оборванные провода и частые отключения электроэнергии возможны, но не всегда являются решающим фактором. Деречо проходит быстро, но может нанести большой вред за короткое время.
Поскольку деречо встречается в теплые месяцы и часто в местах с холодным зимним климатом, наибольшему риску подвергаются те, кто занимается активным отдыхом на открытом воздухе. Туристы, путешественники и автомобилисты подвергаются наибольшему риску из-за падения деревьев, свернутых сильным ветром. Такие бури выкашивают большие леса. Люди, живущие в передвижных домах, тоже подвергаются риску; мобильные дома, не прикрепленные к земле, могут перевернуться из-за сильного ветра. По всей территории Соединенных Штатов, в штатах Мичиган и Нью-Йорк, значительная часть пострадавших от деречо погибла.
Деречо также может серьезно повредить систему распределения электроэнергии в городской местности, особенно если эти службы проходят над землей. Обрушившееся на Чикаго 11 июля 2011 года деречо оставило без электричества более 860 000 человек. В июне 2012 года североамериканское деречо отключило электроэнергию более чем 3,7 миллионам потребителей, начиная со Среднего Запада Соединенных Штатов, через центральные Аппалачи и заканчивая среднеатлантическими штатами.